# Poetry Society of America
Die Poetry Society of America ist eine US-amerikanische literarische Gesellschaft. Sie wurde 1910 in New York City von Dichtern, Literaturwissenschaftlern und Verlegern mit dem Ziel gegründet, Entwicklung und Verständnis von Lyrik zu fördern.
Zu diesem Zweck vergibt die Gesellschaft Stipendien, führt Veranstaltungen durch und verleiht Literaturpreise.

## Poetry in Motion
In Zusammenarbeit mit der Metropolitan Transportation Authority platziert die Poetry Society of America seit 1992 Lyrik in öffentlichen Verkehrsmitteln des Landes. Aus dem Poetry in Motion genannten Programm gingen auch mehrere Veröffentlichungen hervor.